# Focus (desková hra)
Focus je abstraktní strategická desková hra od Sida Sacksona, určená pro dva nebo čtyři hráče. V roce 1981 získala ocenění Spiel des Jahres (německá Hra roku).

## Stručný popis
Hra se hraje na desce s 6×6 poli do čtverce a 4 dalšími poli na všech stranách. Na začátku hry každý rozmístí své kameny na hrací plochu podle vzoru. Kameny se v průběhu hry skládají do sloupců - věží. Jeden kámen budeme dále označovat stejně jako vysoký sloupec kamenů - věž. Věž patří vždy hráči, který je vlastníkem vrchního kamene. Hráči se střídají. Při tahu lze buď vzít svou věž z jednoho nebo více kamenů a přesunout na jiné pole, nebo svůj kámen, který je v záloze, se umístí na hrací desku. Tato záloha je zpočátku prázdná. Při tahu se pohybují věže vertikálně nebo horizontálně podle počtu svých kamenů, tj. počet kamenů ve věži určuje vzdálenost, o kterou se posunou. Může se táhnout na prázdné pole, nebo se přesunout na jinou věž. Přitom se přeskočí mezilehlé věže. Vložení kamene ze zálohy lze provést na jakékoliv pole, nebo na vlastní či protivníkovu věž. Pokud se vytvoří věž s více než 5 kameny, odstraní se přebývající kameny odspodu. Odstraněné kameny přecházejí do zálohy hráče, který je právě na tahu, pokud je to jeho barva. Ostatní barvy jsou definitivně odstraněny ze hry. Vyhrává hráč, který může jako poslední stále táhnout.

## Varianty
Tato hra byla původně určena pro dvě osoby. Hra může být hrána i 3 nebo 4 hráči. Každý hráč dostane kameny své vlastní barvy a je zařazen do pořadí. Jestliže hrají 4 hráči, vytvoří dva hráči tým. Před hrou se dohodnou na své strategii v průběhu hry. Variantu pro 3 osoby Sid Sackson přidal později. Ve verzi 3 hráčů vyhraje ten, kdo by mohl zachytit buď 3 kameny každého soupeře, nebo alespoň deset kamenů, včetně svých vlastních, byl schopen odstranit z hrací plochy.